# Lucy (tinh tinh)

Lucy ôm Janis, người chăm sóc trước khi chia tay nhau lần cuối

Lucy (1964–1987) là một con tinh tinh cái thuộc sở hữu của Viện nghiên cứu linh trưởng ở Oklahoma, và được nuôi dưỡng bởi Maurice K. Temerlin, một nhà trị liệu tâm lý và giáo sư tại Đại học Oklahoma cùng với vợ ông, Jane.

## Bối cảnh
Lucy sinh năm 1964, được các nhà nghiên cứu mang về từ một gánh xiếc hoạt động tại Florida. Từ những ngày mới sinh ra, người ta đã tách Lucy khỏi mẹ, một hành trình định mệnh đã đưa Lucy tới Viện Nghiên cứu Linh trưởng tại Oklahoma, Hoa Kỳ.
Temerlin và vợ nuôi Lucy như là một đứa trẻ, dạy nó biết dùng dụng cụ khi ăn, mặc quần áo, biết cách lật tạp chí và ăn uống ở bàn. Lucy đã được dạy ngôn ngữ ký hiệu bởi nhà linh trưởng học Roger Fouts như một phần của dự án nghiên cứu ngôn ngữ vượn và cuối cùng đã học được 140 ký hiệu. Lucy được lên tạp chí Life, nơi con tinh tinh này trở nên nổi tiếng vì uống rượu gin, nuôi mèo, nặn mô hình đầu người ra khỏi phân của chính mình và sử dụng tạp chí  Playgirl và máy hút bụi để thỏa mãn tình dục. Trong khoảng thời gian đó, Temerlins lần đầu tiên giới thiệu Lucy với một con tinh tinh đực, và nó đã sợ hãi và không muốn tiếp xúc với con đực, chứ đừng nói đến việc bị hấp dẫn giới tính. Fouts đã viết rằng khi anh đến nhà của Lucy lúc 8:30 mỗi sáng, Lucy sẽ chào đón ông bằng một cái ôm, lấy ấm đun nước, đổ đầy nước, tìm hai cốc và túi trà, và pha trà. 
Năm 1977, Janis Carter là người hộ tống Lucy và một con tinh tinh nữa tới Tây Phi, đưa nó về môi trường tự nhiên, nơi tinh tinh có thể chung sống với bầy đàn.